# Microcos hirsuta
Microcos hirsuta är en malvaväxtart som först beskrevs av Pieter Willem Korthals, och fick sitt nu gällande namn av Karl Ewald Maximilian Burret. Microcos hirsuta ingår i släktet Microcos och familjen malvaväxter. Inga underarter finns listade i Catalogue of Life.